# املت خرما
املت خرما، یا تخم‌مرغ خرما غذایی مناسب برای صبحانه یا عصرانه است.
مواد تشکیل‌دهنده این غذا شامل خرما، مغز گردو، کنجد خام، جوزهندى، تخم مرغ، کره، دارچین، نمک و فلفل می‌باشد.
برای تهیه این غذا خرماها را به همراه مغز گردو و کنجد خام در روغن و کره تفت داده و در انتها تخم‌مرغ را اضافه می‌کنند. این غذا با نان سرو می‌شود و دارای انرژی زیادی است.